# Svibanjske pobožnosti
Svibanjske pobožnosti katolička je pobožnost koja slavi Mariju, Isusovu majku, kao „Kraljicu svibnja”. Ove pobožnosti mogu se održavati u zatvorenom ili na otvorenom, a tradicionalno „Svibanjsko krunjenje” je značajan ritual u nekim zemljama.
Tradicija je započela u Italiji u 17. stoljeću i dokumentirana je u Grezzanu blizu Verone 1739. godine. Otac Latomia iz Rimskog isusovačkog kolegija uspostavio je praksu kako bi se suprotstavio nemoralu među studentima. Pobožnost se proširila Europom u 19. stoljeću, stigavši do Rima do 1813., zatim do Francuske i Belgije do 1803. Godine 1965. papa Pavao VI. uključio je molitve za mir u svibanjske pobožnosti.
Ove pobožnosti nemaju krutu strukturu, ali obično uključuju Marijine himne, čitanja Svetog pisma i propovijedi. Često uključuju hodočašća, posjete crkvama, osobne žrtve i molitve krunice. Pobožno razdoblje završava svečanom procesijom 31. svibnja.
Svibanjski oltari izrađuju se u crkvama i domovima s Marijinim slikama, svijećama i svibanjskim cvijećem. Obiteljske pobožnosti oko ovih oltara podržavali su pape, uključujući Pija XII., koji su vjerovali da promiču „divno sjedinjenje srca” unutar obitelji.
Naziv „Marija svibnja Kraljica” formalizirao je papa Pio XII. u svojoj enciklici „Ad Caeli Reginam”. Ovaj se naziv slavi u himnama u mnogim zemljama gdje se Marija naziva „Kraljica svibnja” ili „Maienkönigin” u njemačkim govornim područjima.
Krunidbe za svibanj su ceremonije u kojima se Marijin kip okrunjuje cvijećem. Mogu se prilagoditi župama, školama ili obiteljima i obično uključuju mlade djevojke u procesiji, pri čemu najstarija stavlja krunu. Ove se ceremonije obično održavaju na Marijine blagdane ili Majčin dan u Sjedinjenim Državama. Iako je praksa opala 1970-ih i '80-ih, od tada je ponovno stekla popularnost. Krunidba predstavlja Mariju kao Kraljicu neba i Majku Božju.
Slične su listopadske pobožnosti.